# Dibamus taylori
Dibamus taylori — вид ящірок з родини Дібамових. Вид зустрічається на індонезійських островах Ломбок та Сумбава. Тіло сягає 10 см завдовжки.
Вид названий на честь американського герпентолога Едварда Гарісона Тейлора.

## Поширення
- Das, I. & K.K.P. Lim 2005. A new species of Dibamus (Squamata,: Dibamidae) from Pulau Nias, Indonesia. Journal of Herpetology 39 (1): 113—117
- Greer, A. E. (1985) The relationships of the lizard genera Anelytropsis and Dibamus., J. Herpetol. 19 (1): 116—156
- TIGR Reptile Database . Uetz P. , 2007-10-02

| Жаба | Це незавершена стаття з герпетології. Ви можете допомогти проєкту, виправивши або дописавши її. |